# All-Europeans Player of the Year
Le All-Europeans Player of the Year est un trophée décerné par Eurobasket.com depuis 2005. Le trophée est remis à un joueur de basket-ball européen, ayant réalisé les meilleures performances en club et/ou en équipe nationale. Tous les joueurs européens, quel que soit le lieu où ils jouent, sont éligibles. Le vainqueur est sélectionné à l'issue d'un vote auprès de 300 journalistes sportifs couvrant l'actualité du basket-ball européen pour Eurobasket.com.
Il s'agit de l'une des trois principales récompenses individuelles de joueur de l'année d'un joueur européen, avec l'Euroscar Award remis par La Gazzetta dello Sport et celui, officiel, remis par la FIBA Europe de meilleur basketteur européen de l'année.

## Palmarès
| Année | Joueur                | Nationalité | Club(s)                                  |
| ----- | --------------------- | ----------- | ---------------------------------------- |
| 2005  | Dirk Nowitzki         | Allemagne   | Mavericks de Dallas                      |
| 2006  | Dirk Nowitzki (2)     | Allemagne   | Mavericks de Dallas                      |
| 2007  | Dirk Nowitzki (3)     | Allemagne   | Mavericks de Dallas                      |
| 2008  | Dirk Nowitzki (4)     | Allemagne   | Mavericks de Dallas                      |
| 2009  | Pau Gasol             | Espagne     | Lakers de Los Angeles                    |
| 2010  | Pau Gasol (2)         | Espagne     | Lakers de Los Angeles                    |
| 2011  | Dirk Nowitzki (5)     | Allemagne   | Mavericks de Dallas                      |
| 2012  | Andrei Kirilenko      | Russie      | CSKA Moscou et Timberwolves du Minnesota |
| 2013  | Tony Parker           | France      | Spurs de San Antonio                     |
| 2014  | Tony Parker (2)       | France      | Spurs de San Antonio                     |
| 2015  | Pau Gasol (3)         | Espagne     | Bulls de Chicago                         |
| 2016  | Kristaps Porziņģis    | Lettonie    | Knicks de New York                       |
| 2017  | Goran Dragić          | Slovénie    | Heat de Miami                            |
| 2018  | Giánnis Antetokoúnmpo | Grèce       | Bucks de Milwaukee                       |